# Norinco
Norinco je zkratka pro China North Industries Corporation. Jedná se o čínskou státní firmu vyrábějící vozidla (kamiony, automobily, motocykly), opticko-elektrické výrobky, zbraně, munici, vybavení pro těžařský sektor, výbušniny. Ve světě je firma známa převážně jako firma zbrojařská, která dodává vysoce vyspělé obranné prostředky a útočné zbraně.
V historii firma často prodávala oběma stranám konfliktů jako například v pohraničním sporu mezi Thajskem a Barmou v roce 1999, či při Irácko-íránské válce. Barma a Thajsko nyní disponují stejnými zbraněmi.